# X-kromosombunden hypofosfatemisk rakit
X-kromosombunden hypofosfatemisk rakit (Socialstyrelsens stavning) eller XLH är en ärftlig sällsynt sjukdom som drabbar människan. Sjukdomen ger rubbningar i kroppens fosfatnivåer och kalkbalans, som leder till skelettförändringar.
ICD-10 diagnoskoder är E83.3, E83.3B, E83.3D.